# Buthacus ahaggar
Espèce
Buthacus ahaggar est une espèce de scorpions de la famille des Buthidae.

## Distribution
Cette espèce est endémique d'Algérie. Elle se rencontre entre Abalessa et Tin Zaouatine.

## Description
Le mâle holotype mesure 51,5 mm.

## Étymologie
Son nom d'espèce lui a été donné en référence au lieu de sa découverte, El Ahaggar.

## Publication originale
- Lourenço, Kourim & Sadine, 2017 : « Scorpions from the region of Tamanrasset, Algeria. Part I. A new species of Buthacus Birula, 1908 (Scorpiones: Buthidae). » Arachnida – Rivista Aracnologica Italiana, vol. 13, p. 31-41.